# Chevreul-Kliffs
Die Chevreul-Kliffs sind etwa 1500 m hohe Kliffs im ostantarktischen Coatsland. Sie ragen östlich des Mount Dewar im Pioneers Escarpment der Shackleton Range auf.
Erste Luftaufnahmen entstanden 1967 durch die United States Navy. Der British Antarctic Survey nahm zwischen 1968 und 1971 eine Vermessung vor. Das UK Antarctic Place-Names Committee benannte die Kliffs 1972 nach dem französischen Chemiker Eugène Chevreul (1786–1889), dessen Forschung über die Natur von Fetten im Jahr 1823 zur Entwicklung von Stearinkerzen führte, die anschließend bei Polarexpeditionen Verwendung fanden.